# Archibald Lampman
Archibald Lampman (n. 17 noiembrie 1861 - d. 10 februarie 1899) a fost un poet canadian de limbă engleză.
A scris o lirică romantică, influențată de poeții englezi John Keats, William Wordsworth și Percy Bysshe Shelley, închinată peisajului patriei natale, precum și omului canadian, notabilă prin sensibilitatea și delicatețea sentimentelor exprimate, ca și prin măiestrie artistică.

## Scrieri
- 1888: Pe câmpul cu iarbă și alte versuri ("Among the millet and other poems")
- 1893: Poezii lirice despre pământ ("Lyrics of the Earth")
- 1900: Poeme ("Poems").

1. 1 2  The Canadian Encyclopedia, accesat în 16 iunie 2021
2. ↑  Autoritatea BnF, accesat în 10 octombrie 2015
3. ↑  Czech National Authority Database, accesat în 1 martie 2022